# 高溴酸盐
高溴酸盐是高溴酸形成的盐类，含有四面体型的高溴酸根离子—BrO4−，其中溴的氧化态为+7。虽然同样是卤素，但不同于高氯酸和高碘酸，高溴酸盐非常难制备（包括高溴酸）。
高溴酸根离子是很强的氧化剂，pH=14时，BrO4−/Br−的还原电位为+0.69 V。

## 制备
高溴酸盐在1968年被首次制备出来，其方法是通过含硒-83的硒酸盐β衰变来制备。
83SeO42− → 83BrO4− + β−
之后，通过电解LiBrO
3的方法制得极低产率的高溴酸盐。

高溴酸盐可通过用二氟化氙氧化溴酸盐制得：
BrO3− + XeF2 + H2O → BrO4− + 2HF + Xe
一种较为高效的制备高溴酸盐的方法是在碱性条件下通过氟气来氧化溴制得高溴酸盐：
BrO−
3 + F
2 + 2 OH−
 → BrO−
4 + 2 F−
 + H
2O
这种制备方法相较于电解法和二氟化氙氧化法更为简单、高效。
2011年发现了一种更为高效的制备方法：高溴酸盐可以通过次溴酸盐和和溴酸盐在碱性溶液下反应生成高溴酸盐：
BrO−
3 + BrO−
  → BrO−
4 + Br−

碱性溶液中的高碘酸根合镍酸盐可以把溴酸盐氧化成高溴酸盐。这是一种成本相对较低且不含氟的合成方法。

## 性质
加热分解为溴酸盐和氧气，如：
2 KBrO4 → 2 KBrO3 + O2
高溴酸铵加热分解为氮气、氧气、溴和水。
2 NH4BrO4 → N2 + 2 O2 + Br2 + 4 H2O
高溴酸银和卤代烃反应，可以得到高溴酸酯。

## 另请参阅
常见的高溴酸盐有：
- 高溴酸钠—NaBrO4